# Mögersbronn
Mögersbronn ist ein Gemeindeteil der Stadt Feuchtwangen im Landkreis Ansbach (Mittelfranken, Bayern). Mögersbronn liegt in der Gemarkung Aichenzell.

## Geographie
Das Dorf liegt auf einer flachhügeligen Hochebene, die aus Ackerland und Grünland mit vereinzeltem Baumbestand besteht. Im Osten liegen die Waldgebiete Schelmholz und Schwarzholz. Dort entspringen der Weitersgraben und das Jägersbrünnlein, beides rechte Zuflüsse der Sulzach, und der Ohmadwiesengraben, der ein linker Zufluss des Jägersbrünnlein ist. 0,5 km nordwestlich liegt das Waldgebiet Pfaffenholz.
Eine Gemeindeverbindungsstraße führt die Bundesstraße 25 kreuzend nach Schopfloch zur Kreisstraße AN 42 (2 km südwestlich) bzw. zur B 25 bei Feuchtwangen (2 km nördlich). Eine weitere Gemeindeverbindungsstraße führt zu einer Gemeindeverbindungsstraße (1,6 km nordöstlich), die nach Herrnschallbach (1 km nördlich) bzw. nach Zehdorf verläuft (0,5 km südlich).

## Geschichte
Das Kloster Sulz hatte 1341 dort zwei Güter. Im Jahr 1384 besaß das Spital Dinkelsbühl ebenda ein Gut, am 14. Mai 1393 folgte ein weiteres durch Schenkung des Dinkelsbühler Bürgers Georg Prell.
Mögersbronn lag im Fraischbezirk des ansbachischen Oberamtes Feuchtwangen. Im Jahr 1732 bestand der Ort aus 13 Anwesen und 1 Gemeindehirtenhaus. Grundherren waren das Stiftsverwalteramt Feuchtwangen (6 Höfe), das Kastenamt Feuchtwangen (1 Hof) und die Reichsstadt Dinkelsbühl (5 Höfe, 1 Gütlein). An diesen Verhältnissen hatte sich bis zum Ende des Alten Reiches nichts geändert. Von 1797 bis 1808 unterstand der Ort dem Justiz- und Kammeramt Feuchtwangen. 
Mit dem Gemeindeedikt (frühes 19. Jahrhundert) wurde Mögersbronn dem Steuerdistrikt und der Ruralgemeinde Aichenzell zugeordnet. Im Zuge der Gebietsreform in Bayern wurde Mögersbronn am 1. Januar 1972 nach Feuchtwangen eingemeindet.

## Einwohnerentwicklung
| Jahr      | 001818 | 001840 | 001861 | 001871 | 001885 | 001900 | 001925 | 001950 | 001961 | 001970 | 001987 |
| Einwohner | 109    | 139    | 119    | 104    | 95     | 103    | 97     | 106    | 70     | 69     | 45     |
| Häuser    | 24     | 25     |        |        | 20     | 21     | 18     | 17     | 16     |        | 18     |
| Quelle    | [ 11 ] | [ 12 ] | [ 13 ] | [ 14 ] | [ 15 ] | [ 16 ] | [ 17 ] | [ 18 ] | [ 19 ] | [ 20 ] | [ 1 ]  |

## Religion
Der Ort ist seit der Reformation evangelisch-lutherisch geprägt und bis heute nach St. Johannis (Feuchtwangen) gepfarrt. Die Einwohner römisch-katholischer Konfession sind nach St. Ulrich und Afra (Feuchtwangen) gepfarrt.